# 辛氏泡花树
辛氏泡花树（学名：Meliosma fordii var. sinii）为清风藤科泡花树属下的一个变种。